# Meiglyptes tristis
Meiglyptes tristis là một loài chim trong họ Picidae.